# World Trade Center (Tokyo)
Le World Trade Center Building (世界貿易センタービル) était un gratte-ciel commercial de 40 étages situé à Hamamatsuchō, Minato à Tokyo. Achevé en 1970, le bâtiment fut l'un des premiers gratte-ciel du Japon. Lorsqu'il fut achevé, le WTC Building de 163 m de haut ravit le titre de plus haut gratte-ciel du Japon au Kasumigaseki Building; il conserva ce titre jusqu'à l'achèvement de la tour nord du Keio Plaza Hotel un an plus tard.
Le bâtiment hébergeait le World Trade Center de Tokyo, membre de la World Trade Centers Association. Il était principalement utilisé pour des bureaux, mais il comprenait aussi des magasins de détail et des restaurants. Le dernier étage de l'immeuble était un observatoire pour visiteurs. La tour était reliée à la station Daimon du métro Toei et à la gare de Hamamatsuchō, desservie par deux lignes de la JR East et par le monorail de Tokyo.
Dans le cadre d'un projet de renouvellement urbain décidé en 2013, le bâtiment fut racheté l'année suivante par la compagnie d'assurances Nippon Life dans le but de le démolir et de construire un nouvel immeuble de bureaux à sa place. Il fut fermé en juin 2021 et le processus de démolition, entamé en août de la même année, fut achevé en mars 2023, faisant du World Trade Center Building le plus haut gratte-ciel du Japon à avoir été détruit.

## Source
- (en) Cet article est partiellement ou en totalité issu de l’article de Wikipédia en anglais intitulé « World Trade Center (Tokyo) » (voir la liste des auteurs).

1. ↑  « Tokyo World Trade Center Building », Skyscraperpage.com (consulté le 16 octobre 2009)
2. ↑  « Nippon Life acquires site in Minato-ku for 80 billion Yen », 4 février 2014
3. ↑  « Tokyo's World Trade Center Building closes for demolition », The Asahi Shimbun,‎ 30 juin 2021 (lire en ligne, consulté le 23 mars 2024)